# Jeanett Albeck
Jeanett Albeck (født 24. september 1981) er en dansk komponist, sanger og skuespiller. 
Hun laver musik under navnet OHarasound og er en del af teaterkollektivet Sort Samvittighed. Albeck er lillesøster til skuespilleren Christine Albeck Børge.